# Hiromi Yano
Pour les articles homonymes, voir Yano.
Hiromi Yano (矢野広美, Yano Hiromi), née le 5 janvier 1955 dans la préfecture de Yamanashi (Japon), est une joueuse de volley-ball japonaise.
Elle fait partie de la sélection nationale japonaise sacrée championne olympique aux Jeux d'été de 1976 à Montréal.

## Palmarès
- Jeux olympiques (1)
  - Vainqueur : 1976

- Championnat du monde (1)
  - Vainqueur : 1974
  - Finaliste : 1978

- Coupe du monde (1)
  - Vainqueur : 1977